# Подертово
Подертово— деревня в Молоковском районе Тверской области. Относится к Обросовскому сельскому поселению (до 2006 года входила в состав Суборьского сельского округа).
Находится в 18 километрах к югу от районного центра Молоково.
Деревня расположена на реке Елешня, недалеко от её впадения в Могочу. Старая часть деревни находится на правом (северном) берегу реки. Школа, хозцентр совхоза и новый посёлок — на левом.
Школа в Подертово называется МОУ «Суборская основная общеобразовательная школа» — от названия соседней деревни Суборь, бывшего центра совхоза.
По данным переписи 2002 года население — 107 жителей, 55 мужчин, 52 женщины.

## История
По данным 1859 года владельческая деревня Потертово имела 82 жителя при 22 дворах. Во второй половине XIX — начале XX века деревня относилась к Лесоклинскому приходу Яковлевской волости Бежецкого уезда Тверской губернии. В 1887 году — 24 двора, 112 жителей.
В 1970 году из трёх окрестных колхозов образовали совхоз «Доброволец». На момент организации на его территории проживало около 1400 жителей, работало 5 магазинов, 2 медпункта, клуб, пекарня, сепараторный пункт, столовая и кафе, восьмилетняя школа, интернат на 40 человек. В 1986 году совхоз построил новый жилой посёлок на левом берегу Елешни. Население деревни выросло.
В 1997 году — 41 хозяйство, 130 жителей. Совхоз развален. Производство сократилось до размеров приусадебных хозяйств.